# Chang-dong
Chang-dong là một dong, phường của Dobong-gu ở Seoul, Hàn Quốc

## Liên kết
- Bản đồ Dongbong-gu[liên kết hỏng]